# 松景科技
松景科技集團有限公司，簡稱松景科技集團，以及松景科技（英語：PINE TECHNOLOGY HOLDINGS LIMITED，港交所：1079），於1989年由趙亨展和趙亨泰（主席及總裁）兄弟創立。
而現時業務在香港和全球經營銷售和生產各類科技產品，包括XFX（讯景）、Samtack和AviiQ，總部位於香港北角電氣道169號宏利保險中心32樓A室。
該股份在1999年11月26日於港交所創業板上市，其後在2010年11月18日轉為主板上市。

## 連結
- PineGroup.com （页面存档备份，存于）